# Порчилето (Ђенова)
Порчилето је насеље у Италији у округу Ђенова, региону Лигурија.
Према процени из 2011. у насељу је живело 43 становника. Насеље се налази на надморској висини од 268 м.